# Future Zone
Future Zone ist ein US-amerikanischer Actionfilm aus dem Jahr 1990 von David A. Prior, der auch das Drehbuch verfasste und gemeinsam mit Russ Kingston als Filmeditor tätig war. In den Hauptrollen sind David Carradine und Priors Bruder Ted Prior zu sehen.

## Handlung
Im 21. Jahrhundert haben privatisierte Polizeitruppen den Rechtsstaat abgelöst. Mit Methoden wie im Wilden Westen werden Gesetze gestaltet und umgesetzt. In dieser Zeit verdient sich der Polizist John Tucker seinen Unterhalt als Kopfgeldjäger.
Am Hafen koordiniert Hoffman eine illegale Lieferung von Drogen, die von vier seiner Handlanger in ein Warenhaus geliefert wird. Kurz danach testet er an den Containerschiffen seine neuen Bomben. Tucker trifft die drei Männer in dem Lagerraum an, die mit Rauschmitteln Geschäfte machen wollen. Mit seinem Revolver tötet er alle drei der Reihe nach, ohne, dass auch nur einer der Drei es schafft, selbst einen Schuss abzugeben. Als er das Lager verlässt, attackiert ein vierter Mann in einem Lieferwagen Tucker. Als Tucker sich seinen mechanischen, rechten Arm anlegt, kann er Blitze auf das Fahrzeug werfen und so den Mann gefangen nehmen. Erfolgreich liefert er ihn im Gefängnis ab und kassiert seine Belohnung. Kurz davor ist in einem hellen Lichtblitz ein Mann aufgetaucht.
Wenig später trifft Tucker beim Schießplatz der Wache auf diesen Mann, der alle seine Rekorde egalisiert hat. Dies lässt Tucker nicht auf sich sitzen und stellt einen neuen Rekord auf. Fasziniert davon, stellt sich der junge Mann als Billy vor. Billy folgt Tucker heimlich nach Hause, wo Tucker sich mit seiner schwangeren Frau Marion streitet, da er seinen Beruf mal wieder ihr vorziehte. Nach und nach freunden sich Tucker und Billy an und so schließen sie gemeinsam ihre Missionen ab.
Hoffman, der seine Drogen wieder haben will, lässt nach und nach Personen aus dem nächsten Umfeld Tuckers eliminieren. Als Tuckers Haus niederbrennt und seine Frau als Geisel genommen wird, schließt er einen Deal mit Hoffman. Im Austausch durch seine Frau, will er die Drogen wieder. Als Hoffman seinen Teil der Vereinbarung einhält, entscheidet Tucker, die Drogen zu verbrennen. Darauf kommt es zum Schusswechsel, in diesem Hoffman und seine Handlanger erschossen werden. Billy wird lebensgefährlich verletzt, als er sich eine Kugel einfing, die eigentlich für Tucker bestimmt war.
Doch Billy überlebt und outet sich als Billy Tucker, Tuckers Sohn aus der Zukunft, der in der Gegenwart noch nicht geboren wurde. Tucker versteht nun, dass er in der Zeitlinie von Billy an diesem Tag gestorben wäre und Billy durch seine Zeitreise sein Leben rettete. Billy reist wieder in seine Zeit und Marion fragt, wann sie den jungen Mann wieder sehen. Tucker sagt, in wenigen Monaten, und spielt dabei auf die Schwangerschaft seiner Frau hin.

## Hintergrund
Es handelt sich um eine Fortsetzung zu Future Force aus dem Jahr 1989. Gedreht wurde in Mobile im US-Bundesstaat Alabama.

## Rezeption
„Alt-Star David Carradine in einem Selbstjustiz-Film, der sich durch schlecht choreographierte Schießereien dem unsinnigen Ende entgegenschleppt.“

„Rüde Ballerei statt sinnvoller Handlung.“

Cinema ist außerdem der Meinung, dass der Film „zu einem wüsten Genremix“ verkommt.
Creature Feature vergab 2 von 5 möglichen Sternen an den Film.
Im Audience Score, der Zuschauerwertung auf Rotten Tomatoes, hat der Film bei mehr als 50 Abstimmungen eine Wertung von 5 %. In der Internet Movie Database hat der Film bei über 700 Stimmabgaben eine Wertung von 3,5 von 10,0 möglichen Sternen (Stand: September 2024).
Der Film wurde am 4. Oktober 2024 im Rahmen der Sendereihe Die schlechtesten Filme aller Zeiten (SchleFaZ) von Oliver Kalkofe und Peter Rütten auf Nitro präsentiert.